# Паоли (Колорадо)
Паоли (енгл. Paoli) град је у америчкој савезној држави Колорадо.

## Демографија
По попису из 2010. године број становника је 34, што је 8 (-19,0%) становника мање него 2000. године.
| Група             | 2000.       | 2010.       |
| Белци             | 42 (100,0%) | 34 (100,0%) |
| Афроамериканци    | 0 (0,0%)    | 0 (0,0%)    |
| Азијати           | 0 (0,0%)    | 0 (0,0%)    |
| Хиспаноамериканци | 0 (0,0%)    | 0 (0,0%)    |
| Укупно            | 42          | 34          |